# جان استوارت ویلیامز
جان استوارت ویلیامز (به انگلیسی: John Stuart Williams) سناتور سابق عضو حزب دموکرات ایالات متحده آمریکا بود. وی در سال ۱۸۷۹ تا ۱۸۸۵ میلادی سناتور ایالت میسیسیپی در سنای ایالات متحده آمریکا بود.